# Ardeadoris
Genre
Ardeadoris est un genre de nudibranches de la famille des Chromodorididae.

## Liste d'espèces
Selon World Register of Marine Species (18 septembre 2018) :
- Ardeadoris angustolutea (Rudman, 1990)
- Ardeadoris averni (Rudman, 1985)
- Ardeadoris carlsoni (Rudman, 1986)
- Ardeadoris cruenta (Rudman, 1986)
- Ardeadoris egretta Rudman, 1984
- Ardeadoris electra (Rudman, 1990)
- Ardeadoris poliahu (Bertsch & Gosliner, 1989)
- Ardeadoris pullata (Rudman, 1995)
- Ardeadoris rubroannulata (Rudman, 1986)
- Ardeadoris scottjohnsoni Bertsch & Gosliner, 1989
- Ardeadoris symmetrica (Rudman, 1990)
- Ardeadoris tomsmithi (Bertsch & Gosliner, 1989)
- Ardeadoris undaurum (Rudman, 1985)

## Publication originale
- Rudman, W. B. 1984. The Chromodorididae (Opisthobranchia: Mollusca) of the Indo-West Pacific: a review of the genera. Zoological Journal of the Linnean Society, 81(2): 115-273. [163].

## Taxonomie
Le genre Ardeadoris a été érigé par le zoologiste australien William B. Rudman en 1984 avec pour espèce type Ardeadoris egretta,
Des études de Phylogénétique moléculaire plus récentes indiquent que la distinction entre le genre Ardeadoris et le genre Glossodoris n'est pas évidente.

## Galerie

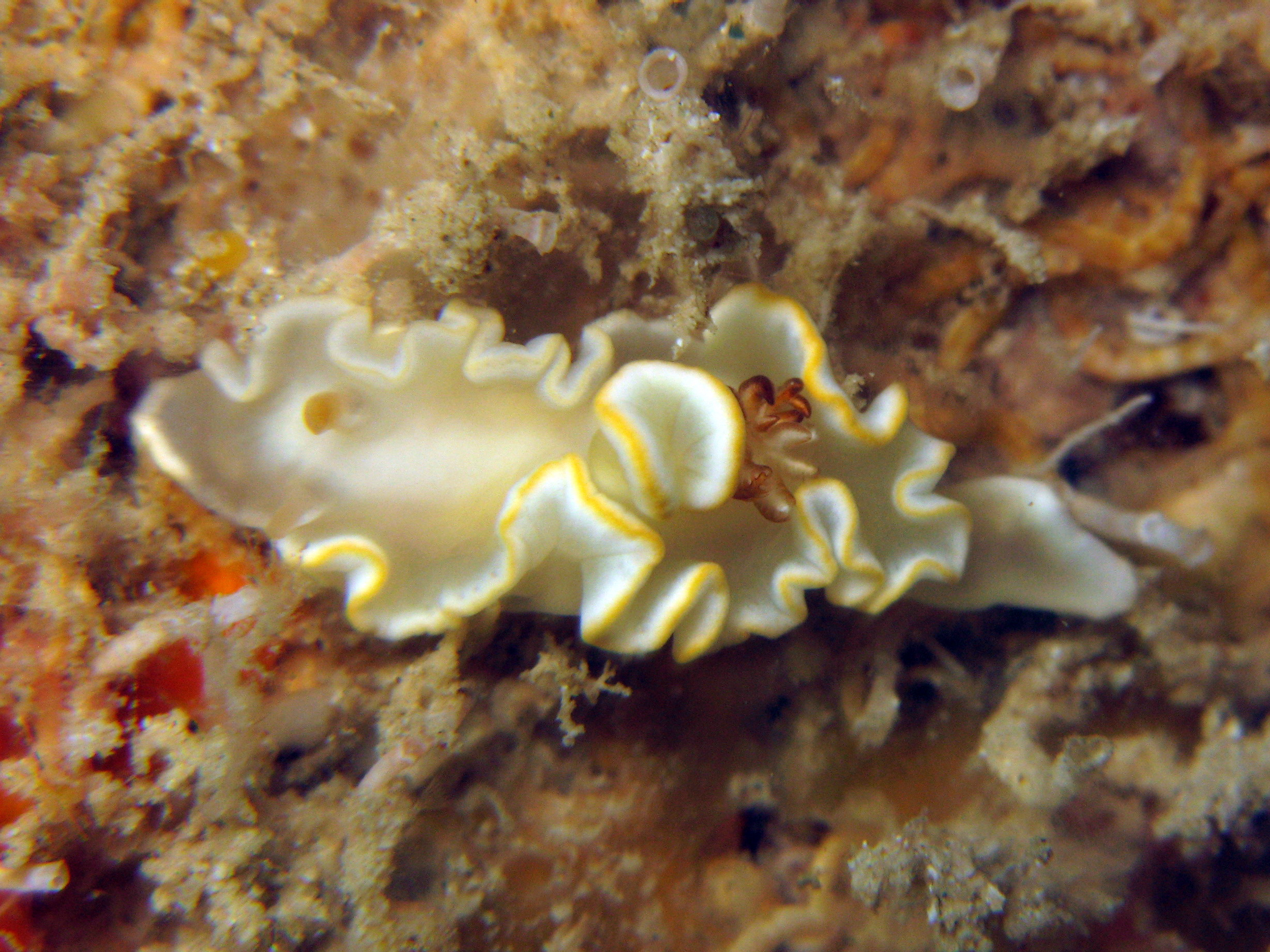
Ardeadoris angustolutea
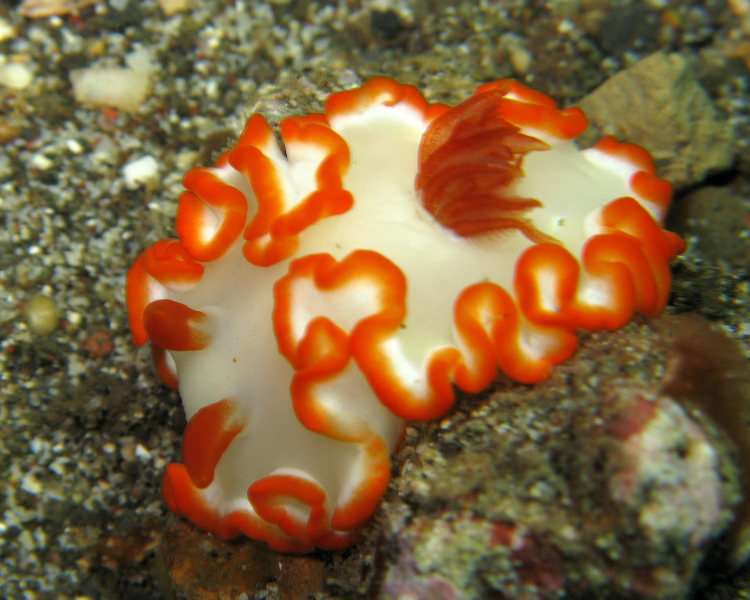
Ardeadoris averni
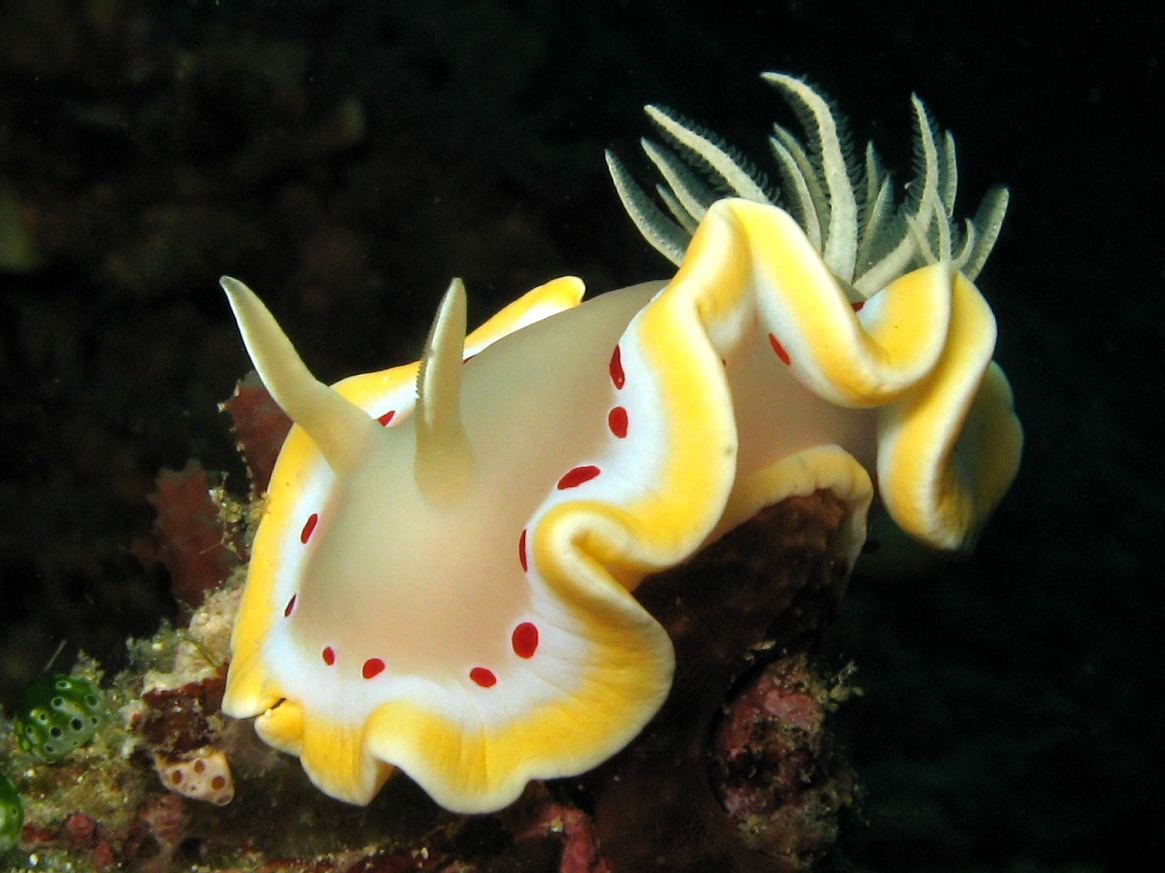
Ardeadoris cruenta
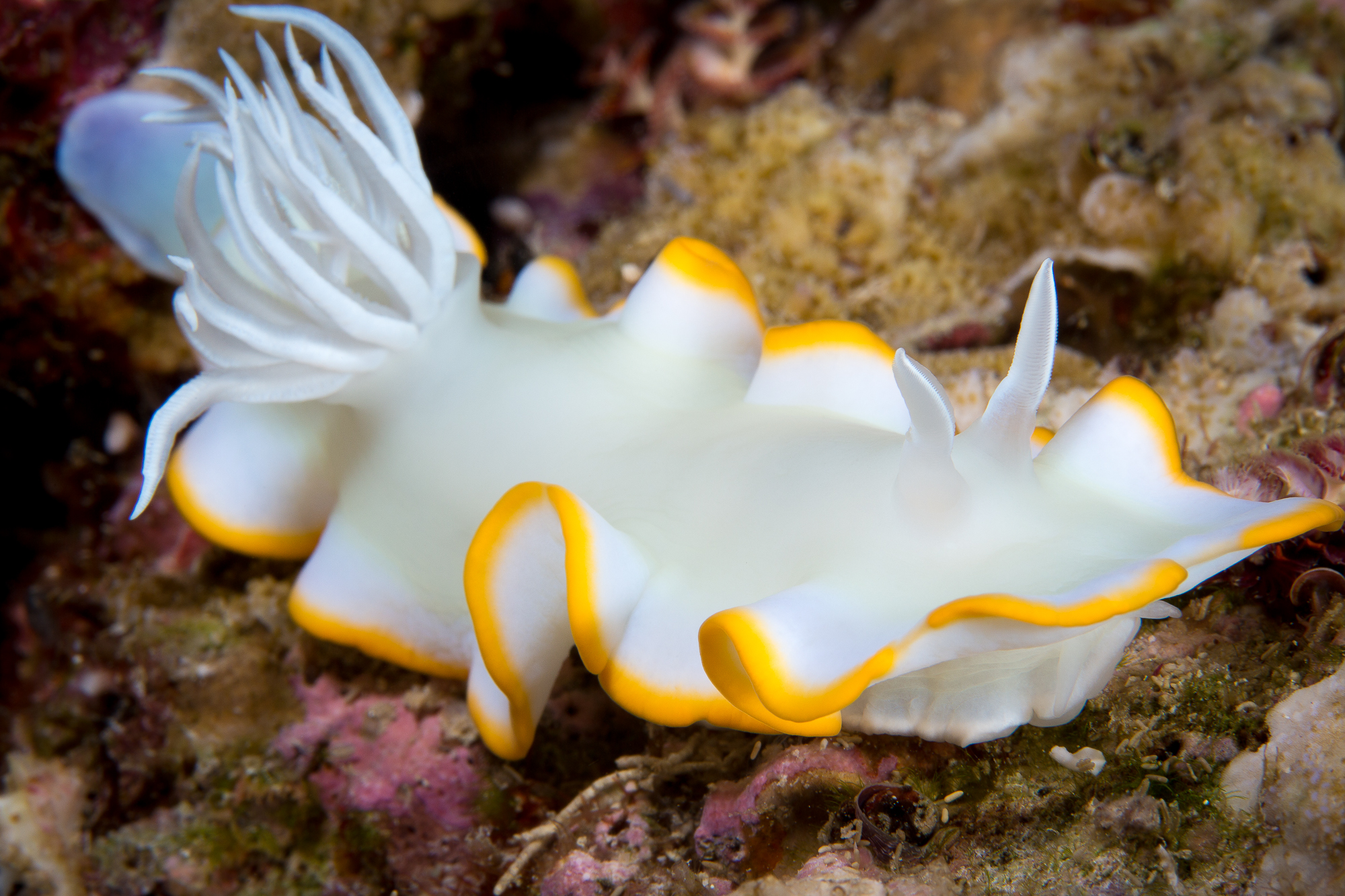
Ardeadoris egretta
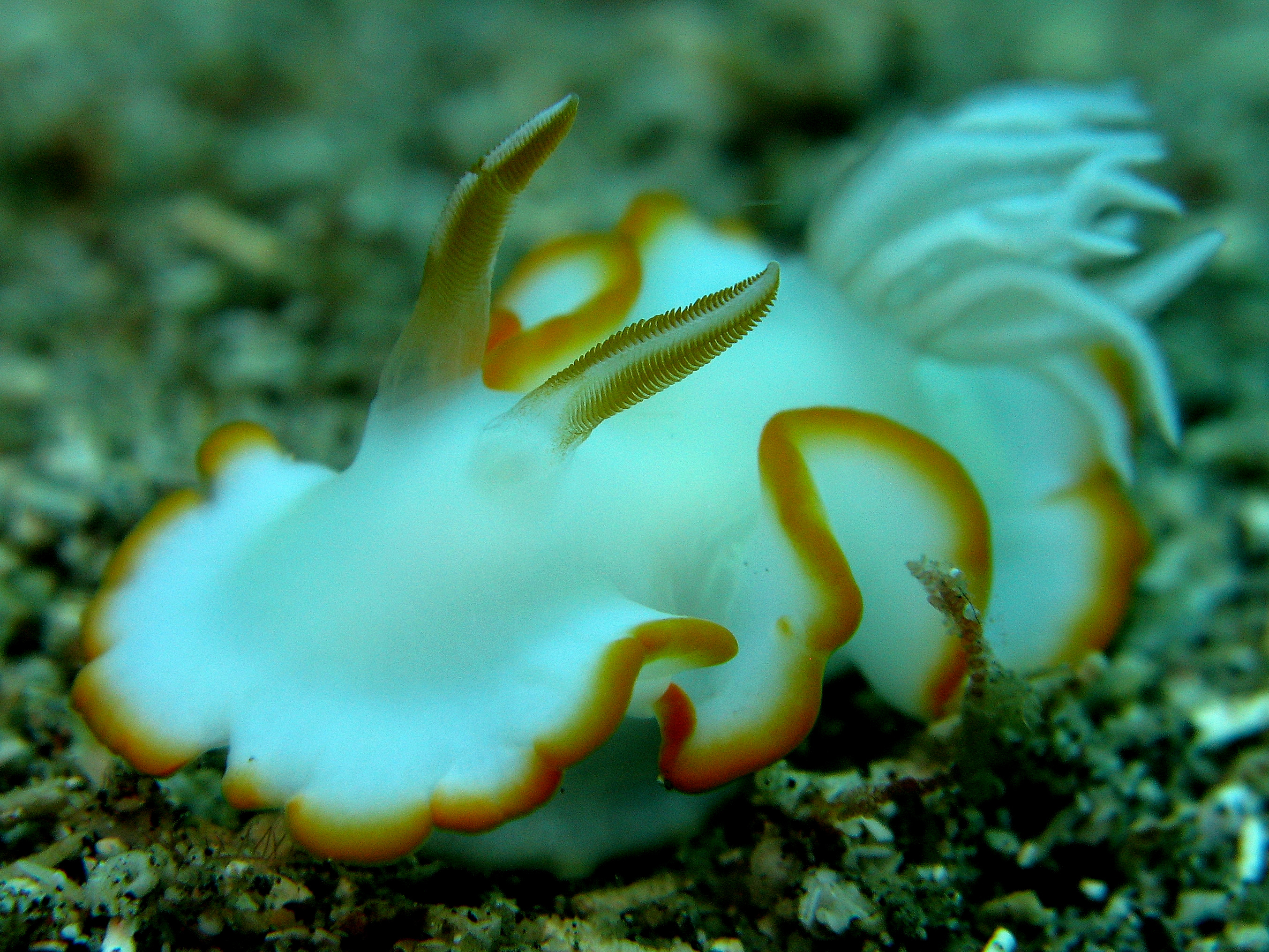
Ardeadoris electra
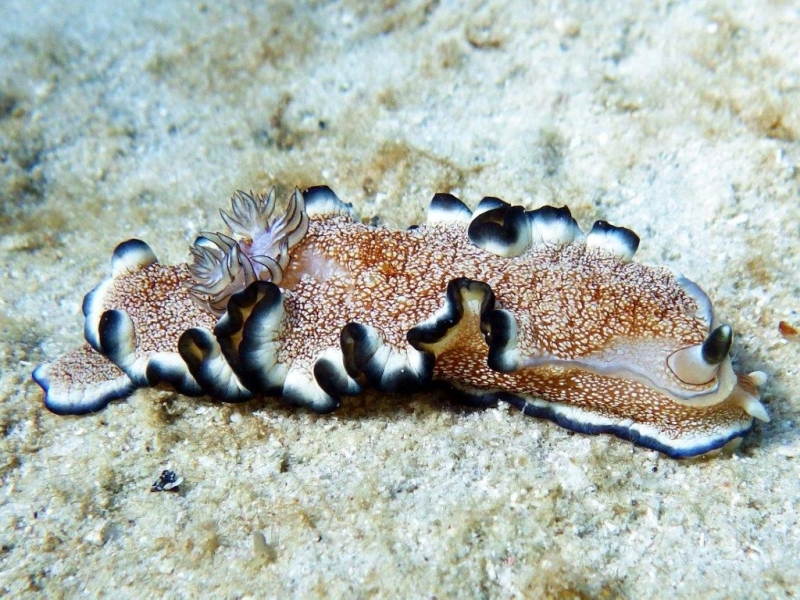
Ardeadoris pullata
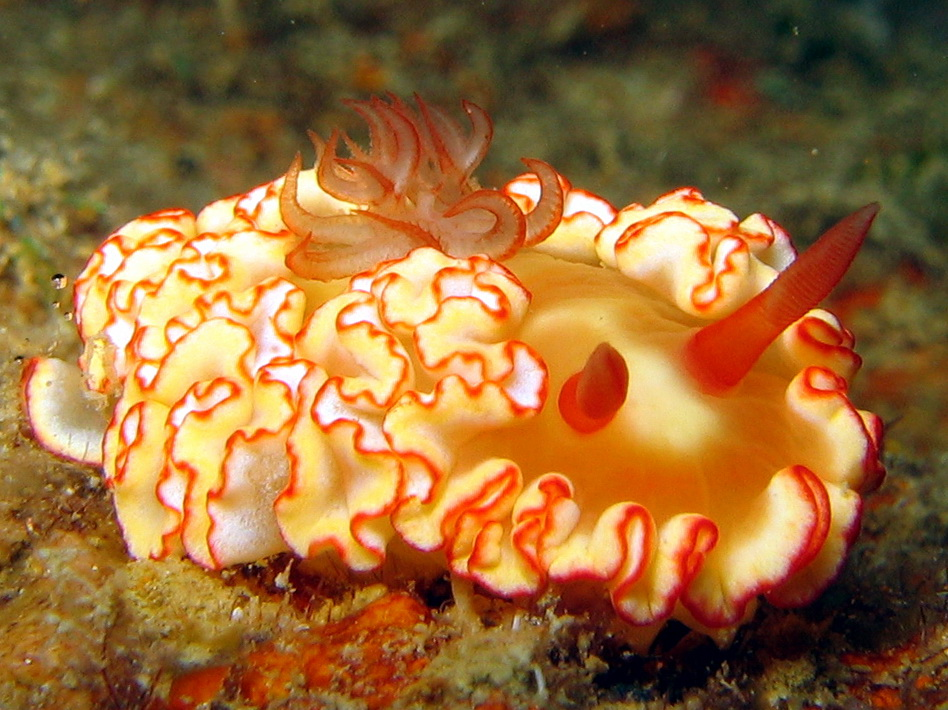
Ardeadoris symmetrica
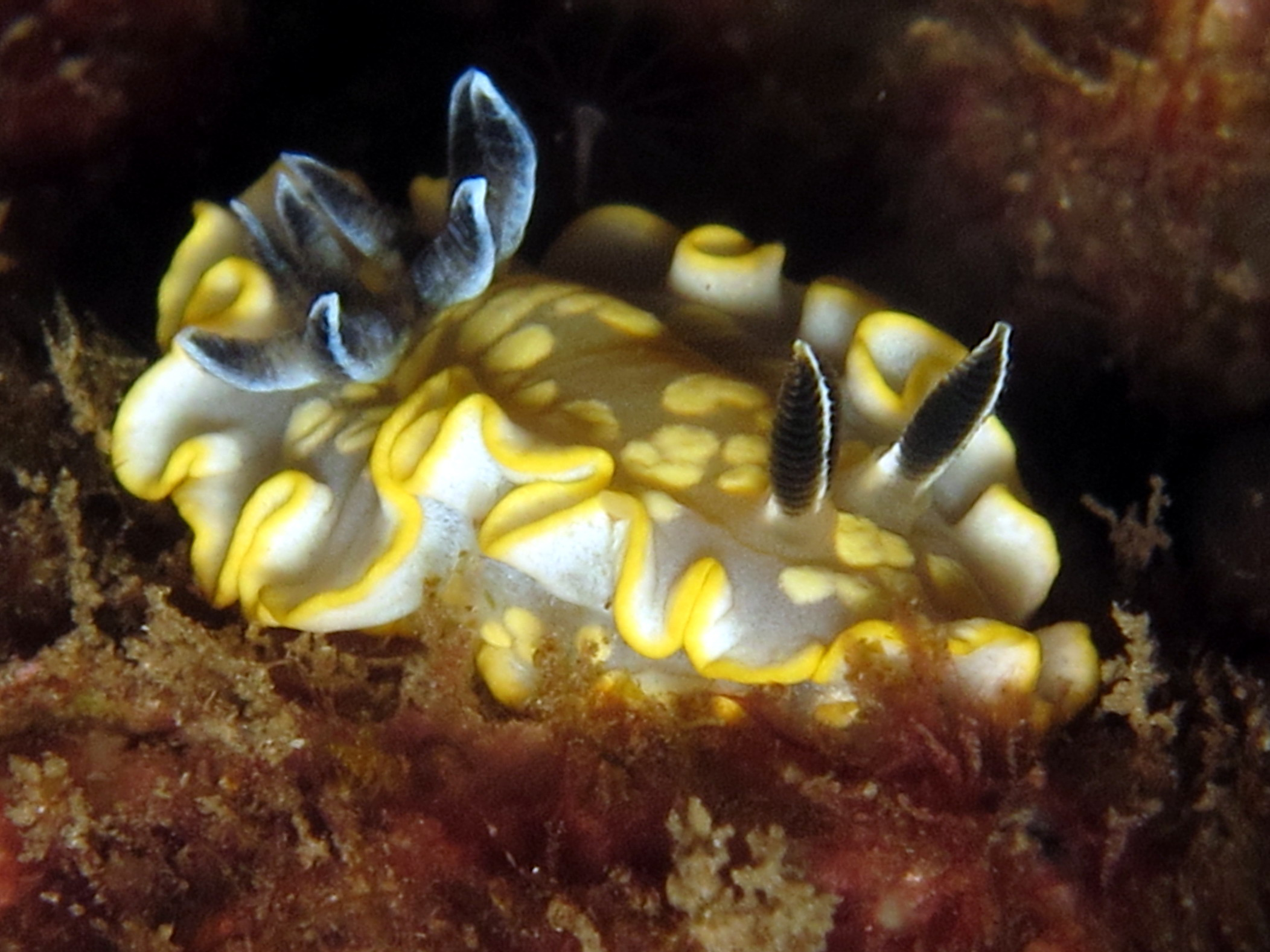
Ardeadoris tomsmithi
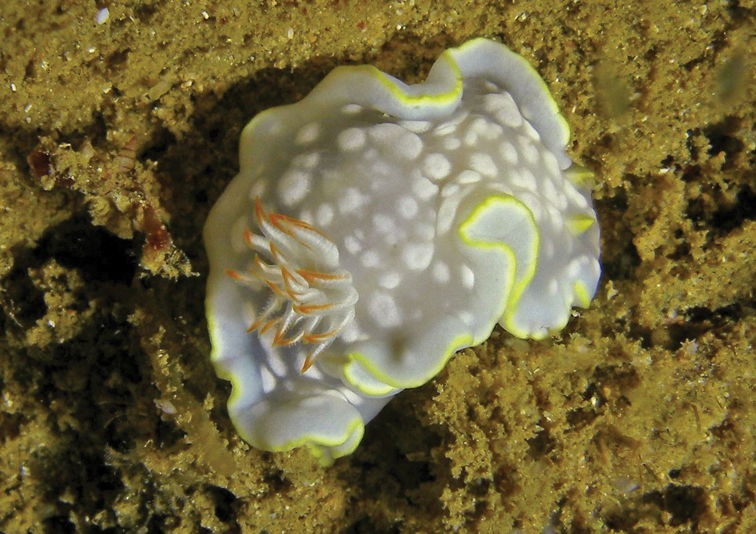
Ardeadoris undaurum